# Тодор Славчев
Тодор Славчев е български фотожурналист и фотограф-художник.

## Биография
Роден е на 27 декември 1900 година в Пловдив.
Към 40-те години на XX век заминава по своя инициатива в Македония, където заснема около 20 филмови ленти.

## Отличия
Орден „За храброст“, орден „Кирил и Методий“ 1-ва степен, звание „Фотограф-художник“, „Заслужил деятел на културата“, Майсторска награда на СБЖ и др.